# Назарово (Ступинский район)
Назарово — деревня в Ступинском районе Московской области в составе Семёновского сельского поселения (до 2006 года входила в Ивановский сельский округ). На 2015 год в Назарово, фактически, дачный посёлок: при 3 жителях в деревне 1 улица — Садовая и 3 садовых товарищества. Деревня связана автобусным сообщением с соседними населёнными пунктами.

## Население
| 2002 | 2006 | 2010 |
| ---- | ---- | ---- |
| 13   | ↘4   | ↘3   |

Назарово расположено на северо-западе центральной части района, на суходоле, в 1 км западнее автодороги Дон высота центра деревни над уровнем моря — 178 м. Ближайшие населённые пункты: Ольховка — около 0,5 км на юго-запад, Макеево — в 2,3 км на северо-запад и Старокурово — примерно в 1,5 км на восток.